# Amphineurus bicinctus
Amphineurus bicinctus är en tvåvingeart som beskrevs av Edwards 1923. Amphineurus bicinctus ingår i släktet Amphineurus och familjen småharkrankar. Inga underarter finns listade i Catalogue of Life.